# Keşkek
Il keşkek è una pietanza della cucina turca composta da uno stufato di grano e carne cotto in un grande calderone posto al centro della tavola. Si tratta di un piatto cerimoniale che viene consumato durante le feste, come ad esempio in occasione di matrimoni nelle zone rurali, riti di passaggio dall'adolescenza alla vita adulta, oppure celebrazioni della circoncisione. Il consumo di questo piatto favorisce la socialità e i momenti conviviali, e viene servito anche per salutare una persona in procinto di partire per il servizio militare o per il pellegrinaggio alla Mecca.
Durante i matrimoni il grano è simbolo di fertilità e prosperità che si augurano agli sposi, mentre la carne rappresenta la ricchezza del banchetto e si ritiene aiuti a scacciare le forze negative che potrebbero interferire nella vita della nuova coppia. Il piatto è noto anche come dügün yemeği che significa "piatto nunziale". Altre occasioni speciali in cui il keşkek è protagonista possono essere la nascita di un bambino desiderato a lungo, il mese del Ramadan o la preghiera del mevlid.
Per quanto la cucina di corte abbia influenzato anche i banchetti rurali introducendo il pilaf e gli arrosti di agnello, il keşkek ha sempre mantenuto una certa importanza, tant'è che nel 2011 è stato inserito nella lista rappresentativa del patrimonio culturale immateriale dell'umanità dell'UNESCO.

## Origini e diffusione
A seconda della regione ci si riferisce al keşkek con i nomi  hașıl, herise, helise, harissa, gölle, köle o altre varianti presenti nei vari dialetti turchi. Nei paesi del Medio Oriente il piatto è noto come harissa, mentre in Iran e Afghanistan è attestata la variante halim o haleem.
Le prime attestazioni del piatto risalgono all'antica Persia e alla Siria dei secoli XV-XVI. Oggi è noto prevalentemente in Turchia e nell'Iraq settentrionale, molto meno in Iran e Libano. Nella cucina di corte di Aleppo del XIII secolo il piatto era noto come kishkah ed era preparato con carne, grano pestato e spezie come mastice, dar sini e olio di oliva o di sesamo. Nella Siria del XIX secolo il piatto assunse le sembianze odierne e divenne noto col termine kashka (prestito dalla lingua azera).
Il keşkek è approdato nella cucina turca grazie alla cultura degli yörük, per i quali era il piatto nunziale più importante condiviso con i turkmeni. Secondo il Söz derleme dergisi del 1941, il keşkek era presente nelle province turche di Kırşehir, Bursa, Samsun, Sinop, Ordu, Kütahya, Ankara, Bilecik e Konya.
Il rituale del keşkek è diffuso non solo nelle comunità islamiche, ma anche in quelle cristiane, come in occasione delle celebrazioni di Surp Asdvadzadzin (Assunzione di Maria) a Vakıflı, l'ultimo villaggio armeno rimasto in Turchia. Keshkeg è il termine con cui questo piatto è noto tra gli armeni che vivono in Turchia. Si specifica che il piatto non è diffuso tra gli armeni che vivono fuori dal Paese. Per quanto non vi siano tracce del piatto nell'odierna cucina sefardita, l'autrice Claudia Roden menziona l'harissa (intesa come il keşkek) tra i piatti ebraici del sabato nella Spagna medievale.
La città anatolica di Çorum, un tempo capitale degli Ittiti, è nota per le sue numerose varianti di keşkek (non a caso il dio ittita Kumarbi è raffigurato con una spiga di grano). In una competizione culinaria del 2011 si è arrivati a contare 17 versioni tradizionali, tutte accomunate dalla decorazione finale, fatta con del burro chiarificato o dell'olio con peperoncini rossi in polvere. Le differenze invece le si notano in base alla consistenza del piatto.

## Preparazione
Vi sono due procedimenti per preparare il keşkek. Il primo, che è il più comune, consiste nel cucinare il grano e la carne in un calderone all'aperto, mescolando il composto sino a ottenere una massa omogenea. Il secondo procedimento prevede invece una lunga cottura in un forno il giorno prima della cerimonia.
In occasione di un matrimonio, la preparazione ha inizio con una preghiera, alla quale segue la pestatura del grano in un mortaio di pietra. Una volta rimossa la buccia, il grano viene cotto all'aperto per una notte, e il giorno dopo il composto viene ulteriormente mescolato fino a ottenere un porridge appiccicoso. La carne impiegata può essere di agnello, pollo, montone, vitello, capra, tacchino, anatra o più raramente selvaggina.
In passato venivano aggiunti più frequentemente carne essiccata o le ossa dell'animale. Vi sono alcuni casi in cui la carne non viene adoperata, e oltre al grano possono essere aggiunti legumi o altri cereali, come i ceci o il mais essiccato, specie nelle zone dove c'è scarsità di grano come quelle presso il Mar Nero. Talvolta il piatto può essere decorato con delle cipolle caramellate.